# Mihail Hazin
Mihail Hazin (în rusă Михаил Хазин; n. 23 octombrie 1932, Prajila, raionul Florești, RSS Moldovenească, URSS) este un evreu basarabean, scriitor, jurnalist, poet și traducător moldovean. A fost membru al Uniunii Scriitorilor din URSS.

## Biografie
S-a născut în satul Prajila din județul Soroca, Basarabia (România interbelică). A studiat la o școală evreiască elementară. În timpul celui de-al doilea război mondial împreună cu familia sa aflat în evacuare în orașul Orsk (regiunea Uralilor), a studiat la o școală secundară din așezarea vecină Sotsgorodok. Tatăl său a murit în război în 1943.
După sfârșitul celui de-al doilea război mondial, familia s-a stabilit în Soroca, unde viitorul scriitor a absolvit școala secundară rusă „A. Pușkin” în 1950 (a studiat în aceeași clasă cu Ruven Davidovici și Alexander Markus). În 1955, Hazin a absolvit facultatea filologică a Universității de Stat din Chișinău și a început curând să scrie poezie pentru copii. A debutat cu articole literare în revista „Octombrie” din Chișinău în 1955.
A fost membru al redacției revistei „Codri”, președinte al Societății „Pușkin” din Moldova. A publicat câteva eseuri în idiș (în revista Sovetish Heymland) și în „moldovenească” (revista „Nistru”). Din 1994 locuiește la Boston, unde a fost publicat în presa americană în limba rusă, precum și în idiș, în ziarul Forverts.
Hazin este autorul mai multor cărți de ficțiune, eseuri, poezie pentru copii, printre care „Băiatul și ora cea mare” (1977), „Marca eternă” (1982), „Cuvântul tău este umplut cu această limită...” ( 1987), „Fericirea evreiască” (2007), lucrări literare despre opera lui Aleksandr Pușkin și numeroase traduceri din literatura modernă moldovenească. Printre autorii moldoveni pe care i-a tradus se numără Ion Druță, Vladimir Beșleagă, Ion C. Ciobanu, Liviu Damian, Roman Lungu, Aureliu Busuioc, Boris Vlăstaru, Dumitru Matcovschi, precum și Nichita Stănescu, Alexandr Belousov, Itzik Manger și Ihil Șraibman (din idiș), etc.

## Cărți
- Клякса („Pata”; istorii pentru copii). Chișinău: Cartea moldovenească, 1964. — 51 pag.
- Буквы, которые растут („Litere care cresc”; povestiri pentru copii). Cartea moldovenească, 1967. — 32 pag.
- Brazda nemuririi: Schițe documentare. Chișinău: Cartea moldovenească, 1967.
- Труженики слова („Lucrători de cuvinte”; eseuri despre scriitori). Chișinău: Cartea moldovenească, 1968. — 194 pag.
- Искусство роднит народы. L’art rapproche les peuples. Chișinău, 1968. — 35 pag.
- Саженцы („Răsaduri”, povestiri pentru copii). Chișinău: Cartea moldovenească, 1969. — 108 pag.
- Яблоня и горсть земли („Mărul și o mână de pământ”). Chișinău: Cartea moldovenească, 1974. — 243 pag.
- Litere vii: Povestiri. Traducere de R. Lungu. Chișinău: Lumina, 1975.
- Кишинёв. Столица советской Молдавии. („Chișinău. Capitala Moldovei sovietice”; Ghid în limba rusă, „moldovenească” și engleză.) Chișinău: Timpul, 1976. — 111 pag.
- Мальчик и великий час („Băiatul și ora cea grozavă”; povestiri). Chișinău: Cartea moldovenească, 1977. — 206 pag.
- Октябрь, Днестр, Кодры: избранное. („Octombrie, Nistru, Codri: favorite”) Chișinău: Literatura artistică, 1978.
- Кишинёв („Chișinău”; ghid). Moscova: Raduga, 1984.
- Твоей молвой наполнен сей предел... („Această limită este umplută cu zvonul tău...”; poveste și eseu). Chișinău: Литература артистикэ, 1979 и 1987. — 340 pag.
- Вечная отметина („Marcă eternă”; povestiri). Chișinău: Литература артистикэ, 1982. — 287 pag.
- Пушкин в Долне („Pușkin la Dolna”; ghid). Chișinău: Тимпул, 1989. — 115 pag.
- Люблю рассвет („Iubesc răsăritul”; poezii pentru vârsta școlară medie și superioară). Chișinău: Hyperion, 1990. — 63 pag.
- Кармен — сестра Земфиры („Carmen – sora Zamfirei”; novelă). Chișinău: Hyperion, 1991. — 303 pag.
- Еврейское счастье („Fericirea evreiască”, istorii pentru copii). Boston: Hermitage Publishers, 2007.
- На посошок (colecție de poezii selectate și traduceri poetice). Hermitage Publishers, 2008.
- Наш «Форвертс». New York: Liberty, 2013.
- Костюжены и вокруг („Costiujeni și împrejurimile”; povestiri, amintiri). Boston: M-Graphics, 2015.